# قبار سميك الأوراق
قبار سميك الأوراق (الاسم العلمي:Capparis pachyphylla) هو نوع من النباتات يتبع جنس القبار من الفصيلة القبارية.